# Čúkjó (region)

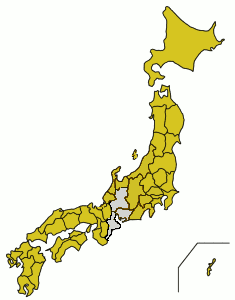
Poloha metropolitní oblasti

Čúkjó  (jap. 中京地方 – Čúkjo-čihó) je japonská podoblast a metropolitní oblast, která je součástí regionu Čúbu na ostrově Honšú.